# Kirundo (kommun)
Kirundo är en kommun i Burundi. Den ligger i provinsen med samma namn, i den norra delen av landet, 120 kilometer nordost om Burundis största stad Bujumbura.